# Tuffi ai XVII Giochi panamericani - Trampolino 3 metri sincro maschile
Il concorso dei tuffi dal trampolino 3 metri sincro maschile dei XVII Giochi panamericani si è svolto il 13 luglio 2015 presso il CIBC Pan Am/Parapan Am Aquatics Centre and Field House di Toronto in Canada.

## Programma
| Data           | Ora   | Evento |
| -------------- | ----- | ------ |
| 13 luglio 2015 | 14:25 | Finale |

## Risultati
| Class   | Atleti                               | Nazione     | Punti  |
| ------- | ------------------------------------ | ----------- | ------ |
| Oro     | Jahir Ocampo Rommel Pacheco          | Messico     | 438.27 |
| Argento | Philippe Gagné François Imbeau-Dulac | Canada      | 413.37 |
| Bronzo  | Cory Bowersox Zachary Nees           | Stati Uniti | 385.38 |
| 4       | César Castro Ian Matos               | Brasile     | 374.61 |
| 5       | Sebastián Morales Sebastián Villa    | Colombia    | 371.64 |
| 6       | Edickson Contreras Robert Páez       | Venezuela   | 343.05 |
| 7       | Diego Carquin Donato Neglia          | Cile        | 324.09 |
| 8       | Adrian Infante Daniel Pinto          | Perù        | 283.47 |